# گورستان تاریخی هریس
گورستان تاریخی هریس مربوط به هزاره اول قبل از میلاد است و در شهرستان سرآب، بخش مرکزی، دهستان حومه، ۱/۵ کیلومتری شمال غربی روستای هریس واقع شده و این اثر در تاریخ ۶ اسفند ۱۳۸۵ با شمارهٔ ثبت ۱۷۵۱۱ به‌عنوان یکی از آثار ملی ایران به ثبت رسیده است.